# الدار الأعلى (إب)

تعديل مصدري - تعديل

الدار الأعلى محلة تابعة لقرية نعمان الدارالاسفل، التابعة لعزلة الروس بمديرية إب إحدى مديريات محافظة إب في الجمهورية اليمنية.، بلغ تعداد سكانها 163 حسب تعداد اليمن لعام 2004.